# Craig Wood
Craig Wood, (1902-1968) var en amerikansk golfspelare.
Wood vann både 1941 års The Masters Tournament och US Open när han var 39 år gammal. Han är en av fem spelare som har vunnit Masters och US Open samma år. De andra är Ben Hogan (1951 och 1953), Arnold Palmer (1960), Jack Nicklaus (1972) och Tiger Woods (2002).
Han var känd för sina långa slag. I 1933 års The Open Championship slog han drivern 393 meter på femte hålet på Old Course. 2005 var det fortfarande det längsta slaget i en major.
Wood har fått Craig Wood Golf and Country Club i Lake Placid, New York uppkallad efter sig.